# Phim Angry Birds
Angry Birds là phim hài hành động hoạt hình máy tính 3D Phần Lan-Mỹ 2016 của đạo diễn Clay Kaytis và Fergal Reilly, do John Cohen và Catherine Winder sản xuất tác giả và biên kịch là Jon Vitti. Dựa trên loạt trò chơi điện tử Angry Birds, phim có sự tham gia của Jason Sudeikis, Josh Gad, Danny McBride, Bill Hader, Maya Rudolph và Peter Dinklage.

## Nội dung
Tại Đảo Chim, một hòn đảo đặc biệt là nơi sinh sống của các loài chim sặc sỡ và không biết bay chung sống vui vẻ, vô lo vô nghĩ. Chỉ trừ Red – chú chim đỏ mồ côi với cặp lông mày rậm rạp và kì dị, sinh ra đã là tâm điểm của mọi trò chọc ghẹo. Red lúc nào cũng có thể nổi giận, đá thúng đụng nia bất kể cây cối hay đồng loại. Vốn bị gắn mác lập dị và cáu kỉnh nên vào một ngày, Red đã quyết định thay đổi lại suy nghĩ của mọi người bằng cách làm chú hề mua vui cho chú chim nhỏ Timothy trong ngày sinh nhật. Tuy nhiên anh chàng lại làm mọi việc thêm tồi tệ vì chính Timothy bị bệnh sợ các chú hề. Chưa kể anh còn làm vỡ trứng của cặp vợ chồng nhà đó và suýt làm hỏng trứng, may mắn lại sinh ra một cậu bé biến anh thành "người cha" trong mắt cậu bé đó một cách "không thân không phận", làm chia cắt tình cảm gia đình họ. Tòa cáo buộc Red phải vào "Lớp học kiểm soát giận dữ" do Matilda đảm nhiệm cùng với các "học viên" là Bomb, Terence và Chuck. Chỉ có Chuck và Bomb là tạm chấp nhận làm bạn với anh. Một ngày nọ, tại một bến tàu thuyền trên hòn đảo, binh đoàn lợn xanh – cầm đầu bởi "Vua lợn xanh" Leonard – đã đặt chân đến vùng đất nơi Red sinh sống với nguyên một con tàu hoành tráng chứa đựng biết bao điều thú vị. Tự xưng là các nhà thám hiểm hòa bình, những con lợn được cư dân trên đảo chấp nhận bởi chúng là giống loài duy nhất không phải chim trên đảo.
Nhiều lợn xanh xuất hiện trên đảo và dường như thay đổi hoàn toàn xã hội của các chú chim, nhưng Red là người đầu tiên nhận ra sự nguy hiểm của chúng. Trong lúc Leonard chỉ huy cướp trứng thì Red lại bị cư dân trên đảo chỉ trích là "khiến các vị khách có cảm giác không được chào đón". Thậm chí, Red còn bị đám lợn xanh đặt lên súng cao su và bắn tung lên trời. Trong khi các cư dân lông vũ khác còn mải tiếp đón "kẻ thù" và ăn chơi không ngừng nghỉ, ngơ ngơ ngáo ngáo, đầy mơ hồ tưởng tượng, thì Red, Chuck và Bomb đã bắt tay vào những kế hoạch lãng xẹt nhằm vạch trần ý đồ đen tối của lũ lợn xanh. Bọn họ đã quyết định cùng nhau đến tìm Mighty Eagle, một con đại bàng khổng lồ bảo vệ cho hòn đảo và là con chim duy nhất biết bay. Họ tìm thấy ông ta trên đỉnh núi, tuy nhiên họ phát hiện ra rằng Mighty Eagle đã về hưu và không bay trong nhiều năm liền. Sau đó, nhóm của Red đã nhìn thấy những con lợn đặt thuốc nổ quanh đảo, trong khi những con chim khác đang mải mê tham gia một buổi đại nhạc hội do lũ lợn bày ra. Họ nhận ra đây là một mưu mẹo để ăn cắp trứng của họ. Red, Chuck và Bomb nỗ lực để lấy trứng, nhưng những con lợn đã chạy thoát và chất nổ của chúng đã phá hủy ngôi làng. Khi những con chim nhận ra sai lầm của mình, Red kêu gọi mọi người đoàn kết với nhau và đi lấy lại trứng của mình.
Những con chim xây dựng một chiếc bè và đi đến Đảo Heo, nơi họ tìm thấy những con lợn sống ở một thành phố có tường bao quanh. Cho rằng những quả trứng có khả năng ở trong tòa lâu đài trung tâm của thành phố, các con chim tấn công lâu đài bằng cách sử dụng một cây ná cao su khổng lồ và bắn chính mình vào ngôi làng của lũ lợn. Red, Chuck và Bomb vào được lâu đài, sau đó họ tìm thấy những quả trứng trong một phòng nồi hơi, nơi những con lợn có kế hoạch nấu những quả trứng đó và ăn chúng. Trong khi nhóm không lực của lũ lợn đang tấn công những con chim trong thành phố, Terence định bay vào thành phố bằng cây ná khổng lồ thì vô tình làm cho cây ná gãy làm đôi do cơ thể quá lớn của mình. Sau đó, Terence đã có màn lái xe đầy bá đạo để đưa các cư dân chim thoát khỏi lũ lợn trong thành phố. Mighty Eagle bay đến tòa lâu đài và mang những quả trứng đi. Khi những con chim sắp trốn thoát, một quả trứng rơi ra ngoài và lăn vào trong lâu đài. Red trở lại lâu đài để lấy quả trứng và sống sót sau khi có một vụ nổ lớn đã phá hủy thành phố của lũ heo từ kho dự trữ chất nổ của chúng.
Sau lần tấn công ấy, Mighty Eagle đem toàn bộ quả trứng về lại cho cư dân và họ ngạc nhiên ra rằng ông "có thật". Red, Chuck và Bomb gặp Mighty Eagle, bản thân ông nói rằng ông không thực sự lười biếng và ông đã cố tình làm cho họ mất niềm tin vào mình, để cho họ có niềm tin vào chính mình. Red được cư dân chim ca ngợi như một anh hùng, xây dựng lại ngôi nhà mới cho anh ở trong làng (trước đây nhà anh ở bãi biển vì bị trục xuất). Trong một đoạn hậu kết phim, tất cả các con lợn vẫn sống sót sau khi thành phố của chúng bị phá hủy và chúng đang xây dựng lại thành phố, thậm chí còn hát theo ca khúc I Will Survive. Trong khi đó, Leonard đang lên một kế hoạch mới để đánh cắp những quả trứng. Trong một đoạn hậu kết phim khác, bộ ba chim xanh Jay, Jake, Jim đã thể hiện năng lực phân ba khi bay lên trời bằng cây ná cao su khổng lồ đã được sửa chữa lại.

## Phân vai
- Jason Sudeikis vai chim hồng y Red[5]
- Josh Gad vai chim hoàng yến Chuck[5]
- Danny McBride vai chim lặn mỏ đen Bomb[5]
- Bill Hader vai lợn Leonard[5]
- Maya Rudolph vai gà mái Matilda[5]
- Peter Dinklage vai đại bàng đầu trắng Mighty Eagle[5]
- Keegan-Michael Key vai thẩm phán chim Peckinpah[5]
- Kate McKinnon vai chim Stella[5]
- Tony Hale vai lợn Ross[5]
- Sean Penn vai chim Terence[5]
- Ike Barinholtz[5]
- Hannibal Buress [5]
- Cristela Alonzo[5]
- Jillian Bell[5]
- Danielle Brooks[6]
- Romeo Santos[5]
- Anthony Padilla vai Hal[5]
- Ian Hecox vai Bubbles[5]